# Alexander-Haus (Potsdam)
Das Alexander-Haus (auch Sommerhaus Alexander) ist ein denkmalgeschütztes Gebäude am Ufer des Groß Glienicker Sees im Potsdamer Ortsteil Groß Glienicke. Es wurde 1927 im Auftrag des jüdischen Arztes und damaligen Präsidenten der Berliner Ärztekammer Alfred Alexander als Wochenend- und Sommerhaus für die Familie errichtet.

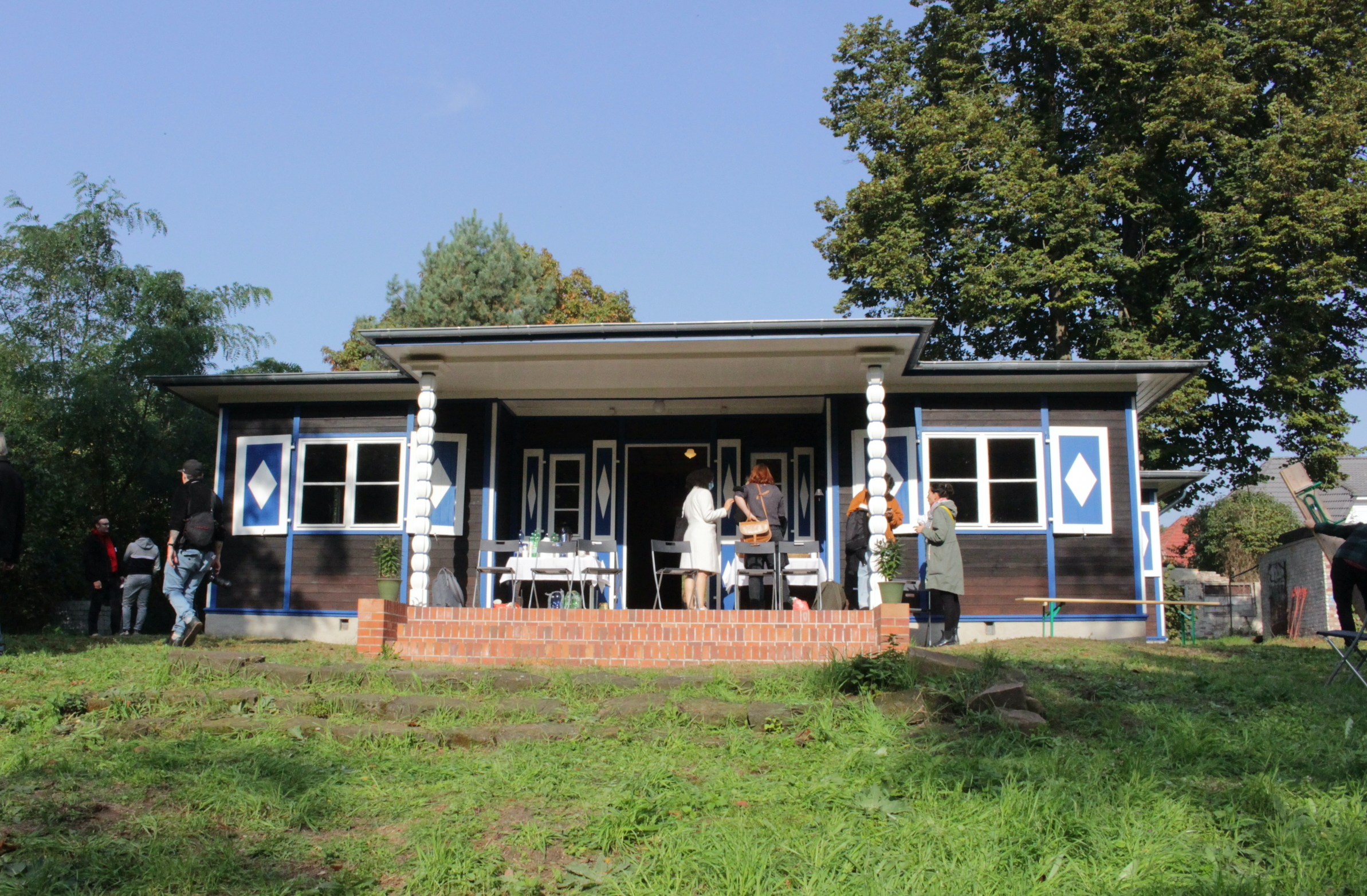
Das Alexanderhaus in Groß Glienicke von der Seeseite, 2021

## Geschichte
Ab 1926 verpachtete der Groß Glienicker Gutsbesitzer Otto von Wollank große Teile seines Gutsbesitzes an wohlhabende Berliner, die auf den Parzellen Wochenendhäuser errichteten. Der Berliner Arzt Alfred Alexander pachtete das etwa 30 mal 300 Meter große Grundstück mit der Adresse Am Park 2, das am Nordwestufer des Groß Glienicker Sees am Rande des Gutsparks liegt, am 30. März 1927 für zunächst 15 Jahre mit einem Vorkaufsrecht am Grundstück. Im gleichen Jahr ließ er das Alexander-Haus als eines der ersten Wochenendhäuser in Groß Glienicke errichten. Die Familie Alexander verbrachte hier zahlreiche Wochenenden, wohnte hier zum Teil auch den Sommer über. Sie empfing hier zahlreiche Prominente, wie Albert Einstein, Max Reinhardt und Lotte Jacobi, von der Fotos des Hauses erhalten sind. 1936 emigrierte die Familie Alexander nach Großbritannien. Haus und Grundstück wurden zunächst an den Musikverleger Will Meisel unterverpachtet, der das Haus, nachdem der Besitz der Familie enteignet worden war, übernahm. Meisel erwarb anschließend auch das Grundstück, nachdem der Gutsbesitz aufgrund von Steuerschulden vom Finanzamt konfisziert worden war.
Nach dem Zweiten Weltkrieg konnte Meisel, der im Westteil Berlins seinen Musikverlag weiter betrieb, das Grundstück nicht mehr nutzen, da es nun in der Sowjetischen Besatzungszone direkt an der Grenze zum britischen Sektor von Berlin lag. Die DDR überführte die Immobilie in Volkseigentum, es diente zwei Familien als Wohnraum. Das Grundstück, das von 1961 bis 1989 vom See getrennt hinter der Berliner Mauer lag, blieb auch nach der Wiedervereinigung in kommunalem Eigentum. Bis 2003 war das Haus bewohnt, stand dann leer und verfiel aufgrund von Vandalismus. 2013 gründete sich der Verein Alexander-Haus e.V. zur Rettung des Hauses, dem auch Mitglieder der Familie Alexander, u. a. der Urenkel von Alfred Alexander Thomas Harding, angehören. 2014 wurde das Alexander-Haus in die Denkmalliste des Landes Brandenburg aufgenommen und das Grundstück dem Verein übergeben.

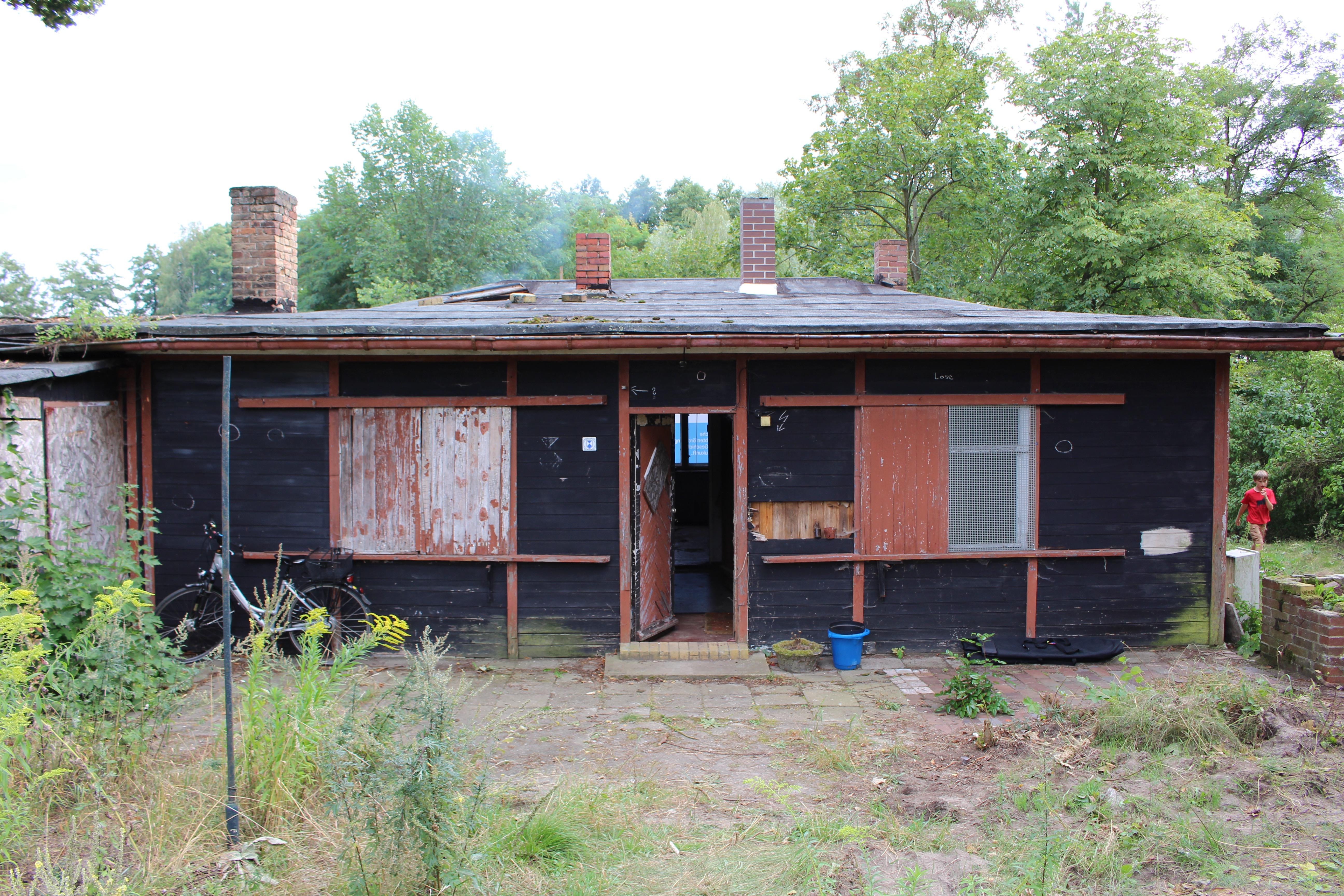
Das Alexander-Haus in Groß Glienicke im Jahr 2016, vor der Sanierung

Dem  Alexander-Haus e.V. gelang es, mit Spenden und Denkmalfördermitteln der Bundesregierung und des Landes Brandenburg, das Alexander-Haus zu restaurieren und es als Ort für Ausstellungen und Workshops der Öffentlichkeit zugänglich zu machen. Zusätzlich soll auf dem Grundstück ein Seminartrakt entstehen, den die Universität Potsdam sowie die Begabtenförderungswerke Avicenna-Studienwerk und Ernst Ludwig Ehrlich Studienwerk für akademische Konferenzen,  Bildungsarbeit und den interreligiösen Dialog nutzen wollen.

## Architektur
Das Haus ist ein eingeschossiges Typenhaus aus Kiefernholz, das auf der Bauausstellung Das Wochenende auf dem Berliner Messegelände präsentiert worden war. Der Entwurf stammt vermutlich von Paul Baumgarten. Die Grundfläche beträgt zehn mal neun Meter. In seinem ursprünglichen Zustand verfügte es über neun Räume: fünf Schlafzimmer, darunter das so genannte blaue Zimmer für die Töchter der Familie, ein Wohnzimmer, ein Badezimmer, eine Küche und ein Zimmer für den Chauffeur mit einem separaten Zugang und einer weiteren Toilette. Nur das Wohnzimmer war (neben der Küche) beheizbar, der Kamin wurde mit Fayencefliesen aus den Niederlanden ausgestattet, die bis heute erhalten sind.

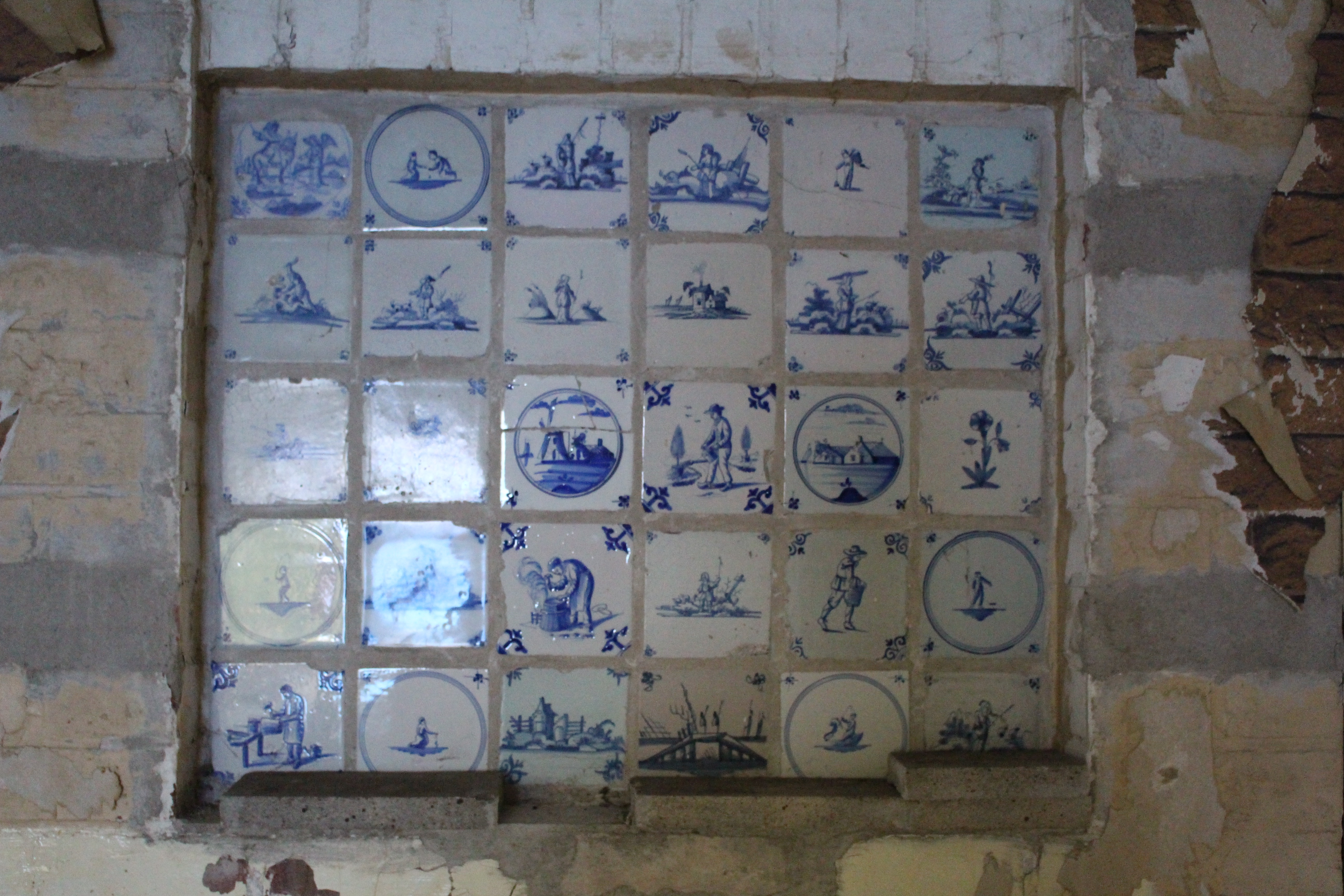
Niederländische Kacheln im Alexander-Haus in Groß Glienicke, 2016

## Film
- Anne Wigger: Das Haus am Glienicker See. Deutschland, Dokumentation mit vielen Zeitzeugen, Redaktion Gabriele Conrad, 2017. 45 Min. Erstsendung am 12. Dezember 2017, 21:00–21:45 Uhr beim RBB-Fernsehen[6]